# 상라자루 당구

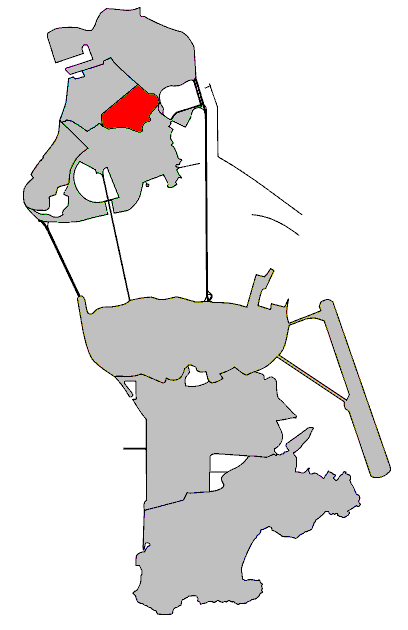
상라자루 당구의 위치

상라자루 당구(포르투갈어: Freguesia de São Lázaro 프레게지아 드 상라자루[*]) 또는 왕더 당구(중국어 간체자: 望德堂区, 정체자: 望德堂區, 병음: Wàngdé Tángqū, 한국어: 망덕 당구)는 마카오반도 중부에 위치한 당구로 면적은 0.64km2, 인구는 32,600명이다. 마카오에서 유일하게 바다와 접하지 않은 당구이기도 하다.
노사세뇨라드파티마 당구와 산투안토니우 당구, 세 당구에 둘러싸여 있고 기아 언덕은 당구 전체 면적의 1/3을 차지한다. 남부에는 상업 지구, 중부에는 일반 주거 지역이 들어서 있으며 북부와 동부에는 고층 빌딩이 들어서 있다. 마카오에 있는 공장의 3%가 이 곳에 위치한다.